# Ulmerodes armatus
Ulmerodes armatus är en nattsländeart som först beskrevs av Georg Ulmer 1905.  Ulmerodes armatus ingår i släktet Ulmerodes och familjen kantrörsnattsländor. Inga underarter finns listade i Catalogue of Life.